# Medaille van Nesterov
De Medaille van Nesterov (Russisch: "Медаль Нестерова",   Medal Nesterova) werd op |2 maart 1994 ingesteld. De Sovjet-Unie en de Russische Federatie kenden in hun decoratiestelsel wel onderscheidingen voor leger en marine maar er waren geen onderscheidingen die exclusief voor de luchtmacht en luchtvaart waren gereserveerd.
De medaille is bestemd voor soldaten van de luchtmacht, employees van de burgerluchtvaart en luchtvaartindustrie. Verleend voor moed of uitstekende militaire dienst, verdienste en het steeds voorbereid zijn voor militaire inzet. De medaille is de evenknie van de Medaille van Soevorov van de landmacht en de Medaille van Nachimov van de marine en wordt maar zelden uitgereikt.
Pjotr Nikolajevichtsj Nesterov was een luchtvaartpionier en gevechtspiloot in de Eerste Wereldoorlog.
Op de voorzijde van de zilveren medaille is Nestorov en face afgebeeld. Boven het portret staat zijn (verkorte) naam "ПЕТР НЕСТЕРОВ", daaronder is een lauwertak afgebeeld. De keerzijde toont een trofee. Daaronder is ruimte voor een serienummer.
De medaille heeft een diameter van 32 millimeter en hangt aan een vijfhoekig opgemaakt lichtblauw lint met gele biezen.
Hoogste eretitels van de Russische Federatie

Held van de Russische Federatie ·
Held van de Arbeid

Orden van de Russische Federatie

Sint-Andreas de Eerstgeroepene ·
Sint-George ·
Verdienste voor het Vaderland ·
Heilige Catharina de Grote Martelares ·
Alexander Nevski ·
Soevorov ·
Oesjakov ·
Zjoekov ·
Koetoezov ·
Nachimov ·
 Dapperheid ·
Militaire Verdienste ·
Maritieme Verdienste ·
Eer ·
Vriendschap ·
Roem van het Ouderschap

Onderscheidingstekens van de Russische Federatie

Sint-Georgekruis ·
Onderscheidingsteken voor Goede Daden ·
Onderscheidingsteken voor Onberispelijke Dienst

Medailles van de Russische Federatie

Dienen van het Moederland ·
Moed ·
Soevorov ·
Oesjakov ·
Zjoekov ·
Nesterov ·
Poesjkin ·
Verdedigers van het Vrije Rusland ·
Bewaken van de Openbare Orde ·
Verdedigen van de Grenzen ·
Redden van Stervenden ·
Landbouw ·
Ontwikkeling van spoorwegen ·
Kernenergie-onderzoek ·
Ruimteonderzoek ·
Roem van het Ouderschap

Herinneringsmedailles die tot 2010 staatsonderscheiding waren

50 jaar Overwinning ·
60 jaar Overwinning ·
65 jaar Overwinning ·
300 jaar Russische Marine ·
850 jaar Moskou ·
100 jaar Trans-Siberische Spoorweg ·
Al-Russische volkstelling ·
300 jaar Sint-Petersburg ·
1000 jaar Kazan

Herinneringsmedailles

70 jaar Overwinning

Certificaten van de President van de Russische Federatie

 Erecertificaat ·
Certificaat van Dankbaarheid